# Zábrodí
Zábrodí (deutsch Sabrod) ist eine Gemeinde in Tschechien. Sie liegt fünf Kilometer südöstlich von Červený Kostelec und gehört zum Okres Náchod.

## Geographie

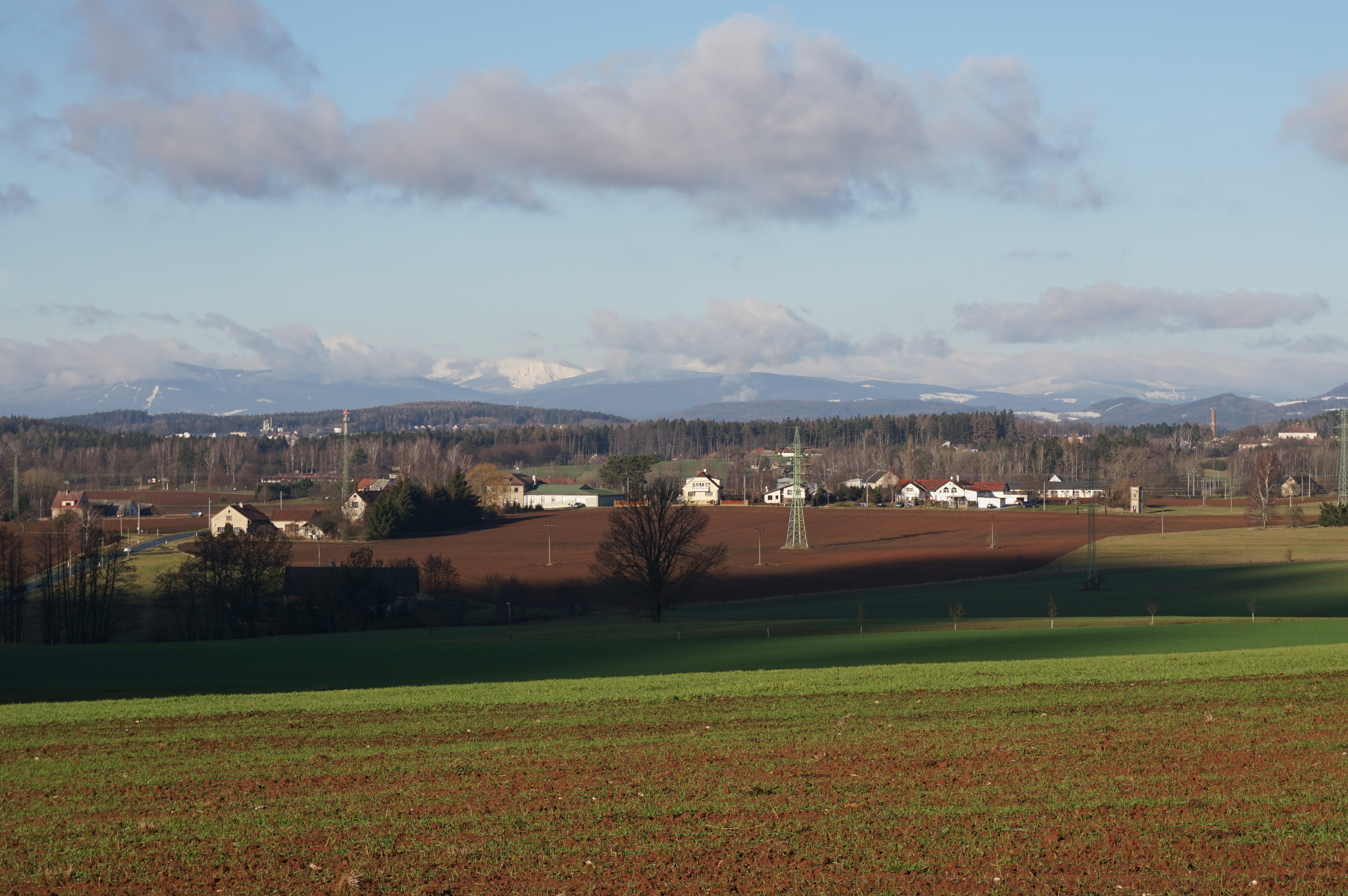
Zábrodí

Die Gemeinde Zábrodí erstreckt sich mit ihren Ortsteilen Horní Rybníky und Končiny über ein umfangreiches Gebiet zwischen Červený Kostelec und Dolní Radechová und liegt östlich der Teiche Špinka und Brodský rybnik. Nachbarorte sind Červený Kostelec im Nordwesten, Kostelecké Končiny im Norden, Horní Radechová, Studénky und Dolní Rybníky im Osten, Dolní Radechová im Südosten, Kramolna und Trubějov im Süden und Olešnice im Westen.

## Geschichte
Die Gemeinde Zábrodí entstand 1960 durch Zusammenschluss der Ortschaften Zábrodí, Horní Rybníky und Končiny.

### Zábrodí
Zábrodí gehörte zur Herrschaft Červená Hora und kam mit dieser im 15. Jahrhundert an die Herrschaft Riesenburg. 1582 wurde es Teil der Herrschaft Nachod, mit der es bis zur Aufhebung der Patrimonialherrschaften 1848 verbunden blieb. Für das Jahr 1794 sind 153 Einwohner sowie zwanzig Häuser verzeichnet. Das Dorf blieb klein und unbedeutend; die wirtschaftliche Basis der Einwohner bildete neben der Landwirtschaft die Hausweberei. 1901 erhielt Zábrodí ein eigenes Schulhaus.

### Horní Rybníky
Die erstmalige Erwähnung von Horní Rybníky ist für 1447 nachgewiesen, als es im Besitz der Straka von Nedabylice war. Nach zahlreichen Besitzerwechseln fiel es im 18. Jahrhundert an die Herrschaft Nachod. 1848 wurde es selbständige Gemeinde und 1855 mit Horní Radechova vereint. Von 1894 bis 1960 war es wiederum eine selbständige Gemeinde. Die Kinder von Horní Rybníky waren zunächst nach Horní Radechova eingeschult, ab 1886 konnten sie in Horní Rybníky unterrichtet werden. Zehn Jahre später wurde ein Schulhaus errichtet.

### Končiny
Dieser Ortsteil gehörte bis zum Zusammenschluss 1960 mit Zábrodí zur Gemeinde Horní Radechová.

## Ortsteile
Die Gemeinde besteht aus den Ortsteilen Zábrodi (Sabrod), Horní Rybníky (Ober Teich) und Končiny (Kontschin).